# 코리안 뮤직 페스티벌
코리안 뮤직 페스티벌(영어: Korean Music Festival, KMF)은 2003년부터 매년 미국 할리우드 볼에서 열리는 K-pop 콘서트이다.

## 연혁
- Korean Music Festival 1 : Hollywood Bowl 2003 / 2003년
- Korean Music Festival 2 : Hollywood Bowl 2004 / 2004년 10월 16일
- Korean Music Festival 3 : Hollywood Bowl 2005 / 2005년 4월 23일
- Korean Music Festival 4 : Hollywood Bowl 2006 / 2006년 5월 20일
- Korean Music Festival 5 : Hollywood Bowl 2007 / 2007년 5월 5일
- Korean Music Festival 6 : Hollywood Bowl 2008 / 2008년 5월 17일
- Korean Music Festival 7 : Hollywood Bowl 2009 / 2009년 5월 9일
- Korean Music Festival 8 : Hollywood Bowl 2010 / 2010년 5월 1일
- Korean Music Festival 9 : Hollywood Bowl 2011 / 2011년 4월 30일
- Korean Music Festival 10 : Hollywood Bowl 2012 / 2012년 4월 28일
- Korean Music Festival 11 : Hollywood Bowl 2013 / 2013년 4월 27일
- Korean Music Festival 12 : Hollywood Bowl 2014 / 2013년 5월 3일
- Korean Music Festival 13 : Hollywood Bowl 2015 / 2013년 5월 2일

## 참여 음악가
| - 렉시 - 현철 - 빅마마 - 송대관 - 세븐 - 한경일 - 현숙 - 김동규 - 금주희 - 사랑과 평화 | - 김종환 - 은지원 - 휘성 - 태진아 - 김종국 - 정수라 - 비 - 신화 - 동방신기 |

| - NRG - 럼블피쉬 - 마야 - 홍경민 - 휘성 - 세븐 | - 이수영 - 채연 - 김건모 - 거미 - 박진영 - 비 |

| - 태진아 - 이선희 - SG 워너비 - 이은미 - 클론 - 이루 - 세븐 - 이수영 - 다이나믹 듀오 | - SS501 - DJ DOC - 임태경 - 신승훈 - 싸이 - 이승기 - 에픽하이 - 김장훈 - 이효리 |

| - 최진희 - 임정희 - 최현수 - 백지영 - 이루 - 태진아 - 플라이 투 더 스카이 - 윤형주 - 김세환 | - 송대관 - 아이비 - 서지영 - 에픽하이 - 이은미 - 양희은 - 빅뱅 - 보아 - 슈퍼주니어 |

| - 플라이 투 더 스카이 - 옥주현 - 윤형주 - 김세환 - SG 워너비 - 정훈희 - 채연 - 슈퍼주니어 T | - 문희준 - 최백호 - 손호영 - 소녀시대 - 신중현 - 이민우 - 동방신기 |

| - 봄여름가을겨울 - 김흥국 - 백지영 - 태진아 - 소녀시대 - 민해경 - 박정현 | - 엄정행 - 김창완 밴드 - 김태우 - 손호영 - 샤이니 - 이적 - SS501 |

| - 하하 - 카라 - 리쌍 - 윤복희 - 윤항기 - 윤수일 - 이은미 | - 김연자 - 주현미 - 김종국 - 최성수 - 2PM - 원더걸스 - 비스트 |

| - 설운도 - 정수라 - 유키스 - 씨스타 - 백지영 - 바비 킴 - G.NA - DJ DOC | - 시크릿 - 케이윌 - 이은하 - 전영록 - 박재범 - 포미닛 - 김장훈 |

| - 아리랑 - 이용 - 박정현 - 바비 킴 & 부가 킹즈 - 사랑과 평화 | - 김경호 - 남진 - 브라운 아이드 걸스 - 엠블랙 - god |

| - 김범룡 - 오정해 - 블러시 - ZE:A Five - 임태경 - 하하 & 스컬 - YB | - BMK - 조성모 - BTOB - 혜은이 - 국카스텐 - 쥬얼리 - 비스트 |

| - EXO-M - 2AM - 크레용팝(Crayon Pop) - 달샤벳(Dal★shabet) - 울랄라세션(ULALA SESSION) - 인순이(Insooni) - B1A4 | - 김종서(Kim JongSeo) - 심수봉(Shim soobong) - 정동하(Jung Dongha) - Ali - Ta’en - 윤복희 (Yoon Bok-Hee) |